# Linnaeus Terrace
Il Linnaeus Terrace è un terrazzo roccioso situato sul versante settentrionale di Oliver Peak, nella Dorsale Asgard, in Terra Vittoria (Antartide).

## Storia
L'area fu cartografata nel 1970 dall'United States Geological Survey sulla base di fotografie aeree scattate dalla US Navy. L'attuale denominazione fu proposta al Comitato consultivo dei nomi antartici dal biologo statunitense Imre Friedmann (1921–2007), che nel dicembre 1980 installò un campo estivo del Programma Antartico degli Stati Uniti d'America su questa formazione, per studiare la flora microbica che vive nelle sue rocce; il nome fu scelto in omaggio al biologo svedese Linneo (1707-78), padre della moderna nomenclatura binomiale degli organismi viventi.

## Territorio

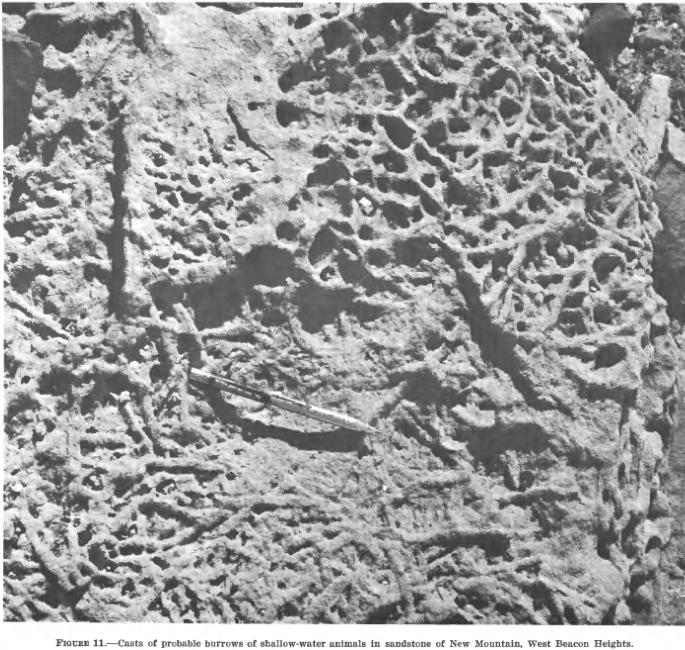
Superficie fortemente alterata di termini arenacei bioturbati del supergruppo Beacon, che costituiscono l'habitat di una flora criptoendolitica

Il Linnaeus Terrace è un terrazzo naturale erosivo in litotipi alterati del supergruppo Beacon, lungo circa 1,5 km e largo circa 1 km, situato all'estremità occidentale della Dorsale Asgard, ad un'altitudine di circa 1600 m (77°35′50″S 161°05′00″E).
Il terrazzo si affaccia sul ramo sud-occidentale della Valle di Wright, e dista circa 4 km dal Lago Don Juan e circa 10 km dal termine del Ghiacciaio Wright superiore.

## Conservazione
L'area è classificata dal Trattato Antartico come Area Specialmente Protetta dell'Antartide (codice ASPA 138) per la unicità delle comunità di organismi criptoendolitici che colonizzano il supergruppo Beacon. Queste formazioni sono l'habitat di microorganismi endolitici, che colonizzano le zone sottostanti la superficie della roccia, sino a una decina di mm di profondità. Le comunità criptoendolitiche si sviluppano nel corso di periodi di tempo dell'ordine di decine di migliaia di anni e le arenarie che compongono il supergruppo Beacon sono fragili e vulnerabili ai disturbi e alla distruzione tramite calpestio e campionamento.